# خالد بن صالح المديفر
خالد بن صالح المديفر مهندس سعودي يشغل منصب نائب وزير الصناعة والثروة المعدنية لشؤون التعدين في 1 يونيو 2018م. وشغل قبلها العديد من المناصب من أبرزها منصب الرئيس وكبير المدراء التنفيذين في شركة التعدين العربية السعودية (معادن) من عام 2011 إلى عام 2018.

## التعليم
- حاصل على دبلوم الدراسات العليا في الأعمال التجارية العالمية من جامعة أكسفورد.
- حاصل على الماجستير في إدارة أعمال من جامعة الملك فهد للبترول والمعادن عام 1987م.
- حاصل على البكالوريوس في الهندسة المدنية من جامعة الملك فهد للبترول والمعادن عام 1984م.[3]

## العمل والمناصب
- نائب وزير الصناعة والثروة المعدنية لشؤون التعدين في 1 يونيو 2018م.
- رئيس مجلس إدارة الشركة السعودية للنقل الجماعي (سابتكو) من نوفمبر 2018.[4]
- الرئيس وكبير المدراء التنفيذين في شركة التعدين العربية السعودية (معادن) من عام 2011 إلى عام 2018.[5]
- التحق بشركة معادن في مارس عام 2006 نائباً لرئيس الشئون الصناعية، ثم شغل منصب نائب الرئيس للفوسفات وتطوير الأعمال الجديدة في الشركة.
- رئيس شركة القصيم للأسمنت من عام 1993 إلى عام 2006.
- نائب الرئيس ومدير الشؤون المالية في الشركة الشرقية للبتروكيماويات من 1986 إلى 1993.
- عضو في مجلس إدارة شركة التعدين العربية السعودية (معادن).[6]
- عضو مجلس إدارة إسمنت القصيم.
- عضو مجلس إدارة الشركة العربية السعودية للسكك الحديدية (سار).
- عضو مجلس إدارة بنك الخليج الدولي.
- عضو في مجلس إدارة مجلس الأعمال السعودي الأمريكي.
- عضو في مجلس إدارة منظمة الأسمدة العالمية.[7]